# Шпойнаровський Сергій Іларійович
Сергі́й Іла́рійович Шпойнаро́вський (5 серпня 1858 — 29 вересня 1909) — український педагог, культурний діяч і перекладач на Буковині.

## Життєпис
Учитель української мови у Чернівецькій гімназії (1891—1893), в якій запровадив навчання української мови, директор української гімназії у Кіцмані (1904—1909), укладач шкільних читанок.
Шпойнаровський перекладав німецькою мовою твори Тараса Шевченка, видані у Чернівцях під назвою «Schewtschenkos ausgewählte Gedichte» (1904 і 1906), також у збірці «Taras Schewtschenko — der grösste Dichter der Ukraine», що вийшов друком 1914 року у Відні. Серед перекладених Шпойнаровським творів — поеми «Кавказ», «Наймичка», «Гамалія», балада «Тополя». Сучасні шевченкознавці зазначають, що «художня цінність перекладів Шпойнаровського невисока» .